# Chater
Chater (ang. River Chater) – rzeka w środkowej Anglii, w hrabstwach Leicestershire i Rutland, dopływ rzeki Welland.
Źródło rzeki znajduje się na południe od wzgórza Whatborough Hill, na wysokości około 175 m n.p.m. Rzeka płynie w kierunku wschodnim, przepływając w pobliżu wsi Ridlington, Manton, Wing, North Luffenham i South Luffenham. W końcowym biegu przepływa przez Ketton i uchodzi do Welland koło wsi Tinwell, na zachód od miasta Stamford.
Nad rzeką, w jej górnym biegu, położone były, niezachowany do dziś, zamek Sauvey Castle oraz klasztor Launde Abbey.